# General Bravo
General Bravo là một đô thị thuộc bang Nuevo León, México. Năm 2005, dân số của đô thị này là 5385 người.